# Gare de Villabé
La gare de Villabé est une gare ferroviaire française de la ligne de Corbeil-Essonnes à Montereau, située sur le territoire de la commune de Villabé, dans le département de l'Essonne, en région Île-de-France.
La station est ouverte en 1897 par la Compagnie des chemins de fer de Paris à Lyon et à la Méditerranée (PLM). C'est aujourd'hui une gare de la Société nationale des chemins de fer français (SNCF) desservie par les trains de la ligne D du RER. Elle se situe à une distance de 35,20 km de Paris-Gare-de-Lyon.

## Situation ferroviaire
La gare de Villabé est établie à la limite est du territoire de la commune de Villabé, proche de la rivière Essonne, à 44 mètres d'altitude, au point kilométrique (PK) 35,20 de la ligne Corbeil-Essonnes - Montereau.
Elle constitue le second point d'arrêt de la ligne après la gare d'Essonnes - Robinson et précède la gare du Plessis-Chenet.

## Histoire

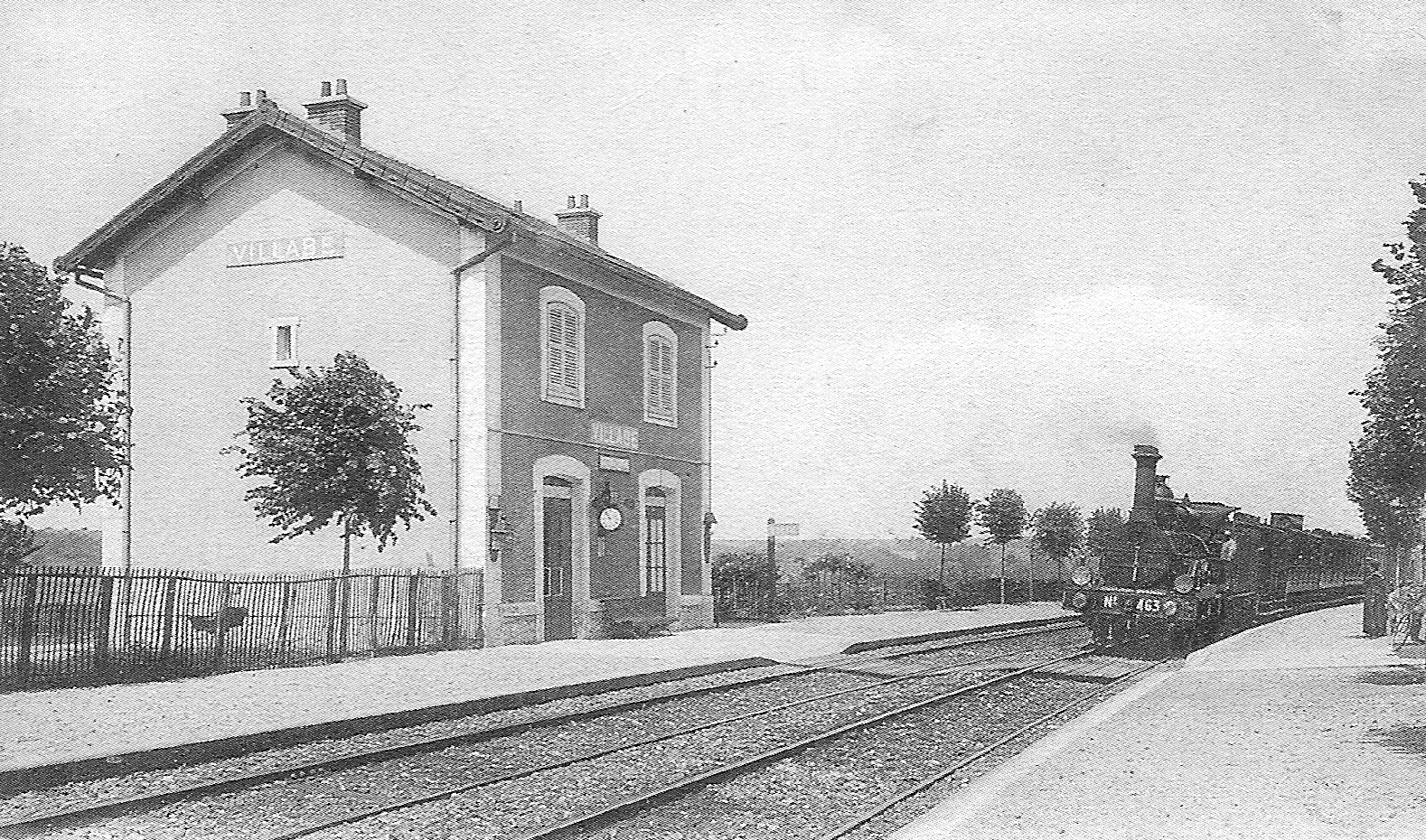
Le bâtiment voyageurs de la gare au début du XXe siècle.

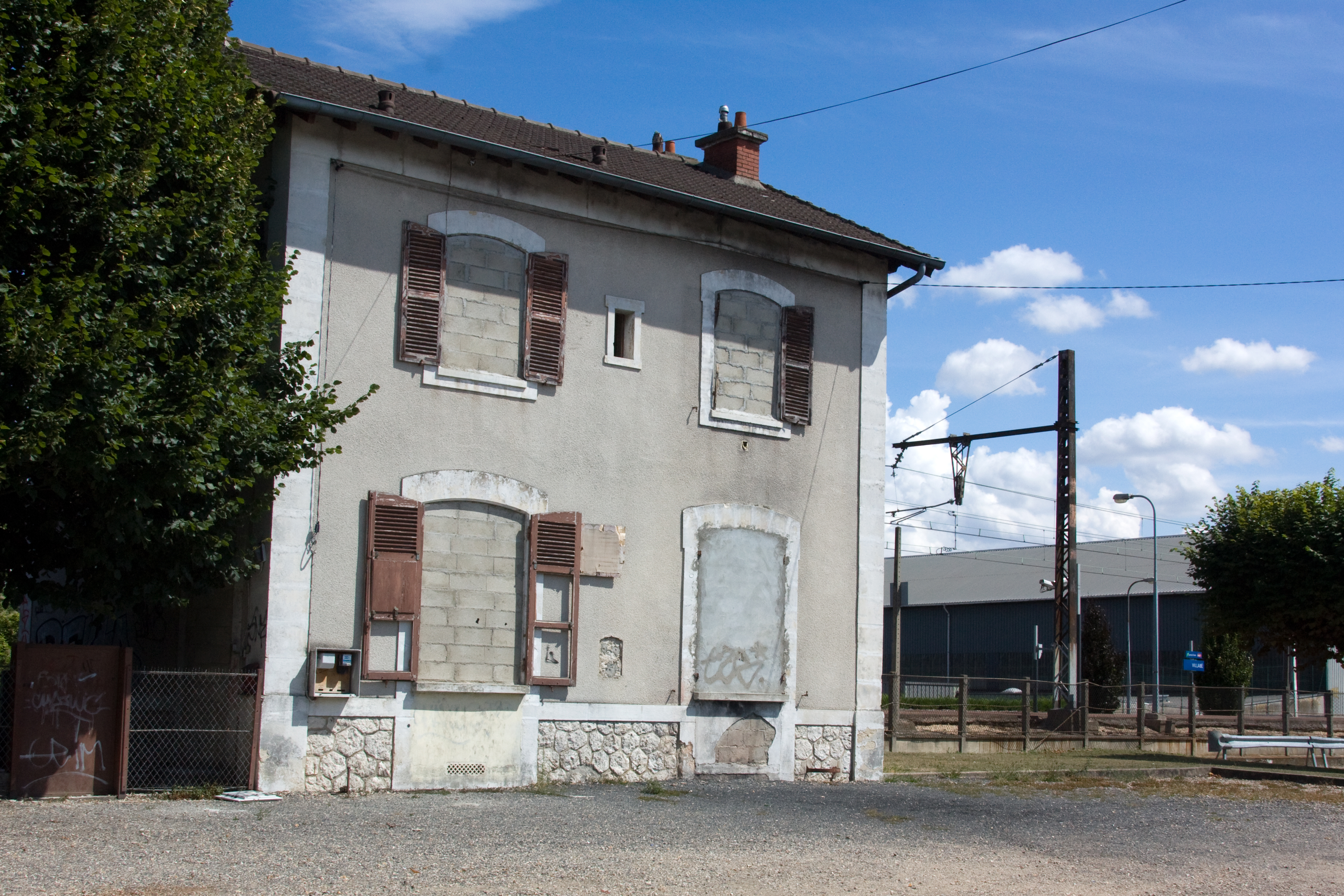
L'ancien bâtiment voyageurs vu depuis la voirie au début du XXIe siècle.

La gare de Villabé a été ouverte au public en 1897, dès l’inauguration de la ligne de Corbeil à Melun et à Montereau. Elle portait à cette époque le nom de « station de Villabé ». Cette station est une des cinq gares ou stations historiques de la ligne entre Corbeil et Melun avec les gares de Coudray-Montceaux et Ponthierry - Pringy, et les stations de Saint-Fargeau - Seine-Port et Vosves.
Dès l’ouverture de la ligne, la gare de Villabé disposait d’un bâtiment voyageurs situé à environ 100 m en aval (vers Corbeil) de l'actuel accès principal à la gare. Un guichet de vente de billets a le remplacé bâtiment voyageurs au cours des années 1960. Ce bâtiment, propriété de la SNCF, est toujours en état mais désaffecté depuis la mise en place du guichet. Différents projets ont été évoqués pour sa réhabilitation. Parmi ceux-ci, il est question qu'il devienne une annexe de la mairie de Villabé ou un bâtiment de la police municipale ou un musée local.
Jusqu'à la mise en service de la partie sud de la ligne D du RER en 1995, les trains desservant la gare de Villabé effectuaient des trajets réguliers entre Paris-Gare-de-Lyon et Melun tous les jours de la semaine, en soirée et jusqu'après minuit. Ce n'est qu'à partir de 1999 que Paris n'a plus été desservie aux heures de pointe en semaine et qu'un système de navettes entre Melun et la gare de Juvisy a été mis en place. Depuis 2005, la gare n'est plus desservie par les trains au départ de Corbeil-Essonnes et de Melun en soirée et la nuit. La ligne 502 du réseau de bus Évry Centre Essonne assure à la place la desserte des gares entre Corbeil-Essonnes et Le Coudray-Montceaux,,.
En 2011, les navettes entre Juvisy et Melun sont principalement assurées par des rames Z 5300, alors qu'aux heures creuses et le weekend, les trains en direction de Paris, et au-delà, sont assurés par des rames Z 20500.
En 2013, la municipalité de Villabé acquiert auprès de RFF le terrain et l'ancien bâtiment voyageurs de la gare de Villabé pour un montant de 90 000 € en vue de sa réhabilitation et sa transformation en maison des associations. En 2016, le coût final de la transformation du bâtiment s'élève à 690 000 €, dont 270 000 € de subventions du conseil départemental de l'Essonne.
En 2016, selon les estimations de la SNCF, la fréquentation annuelle de la gare est de 210 600 voyageurs comme en 2015. Ce nombre s'est élevé à 205 200 en 2014.
Le guichet de vente de billets, qui avait remplacé l'ancien bâtiment voyageurs, est fermé en mai 2018.
À partir du mois de décembre 2018, lors de la mise en place du service annuel 2019, la desserte de la gare est modifiée : il n'y a plus d'accès direct vers Paris ; aux heures de pointe, des navettes assurent des liaisons Melun - Corbeil-Essonnes et, aux heures creuses, des navettes assurent des liaisons Melun - Juvisy via Ris-Orangis. Par ailleurs, toutes les rames Z 5300, qui assuraient les navettes Juvisy – Melun  ont été retirées de la ligne.
Au début du mois de septembre 2019, les premières rames Z 57000 sont mises en service sur la liaison Melun - Corbeil-Essonnes - Juvisy (via Ris-Orangis).

## Services voyageurs

### Accueil et équipement
La gare ne possède pas de bâtiment voyageurs ni de guichet de vente de billets. Des automates permettent la délivrance et la validation de titres de transport pour toutes les gares du réseau Transilien.
Chaque quai de la gare est équipé d'un abri voyageurs semi-fermé.
Une ancienne rue, passant sous les voies, sert actuellement de passage souterrain pour permettre l’accès à la voie 1 (en provenance de Corbeil-Essonnes) depuis la rue d’Ambreville.
Un parc à vélos est aménagé à proximité de l'entrée de la gare.

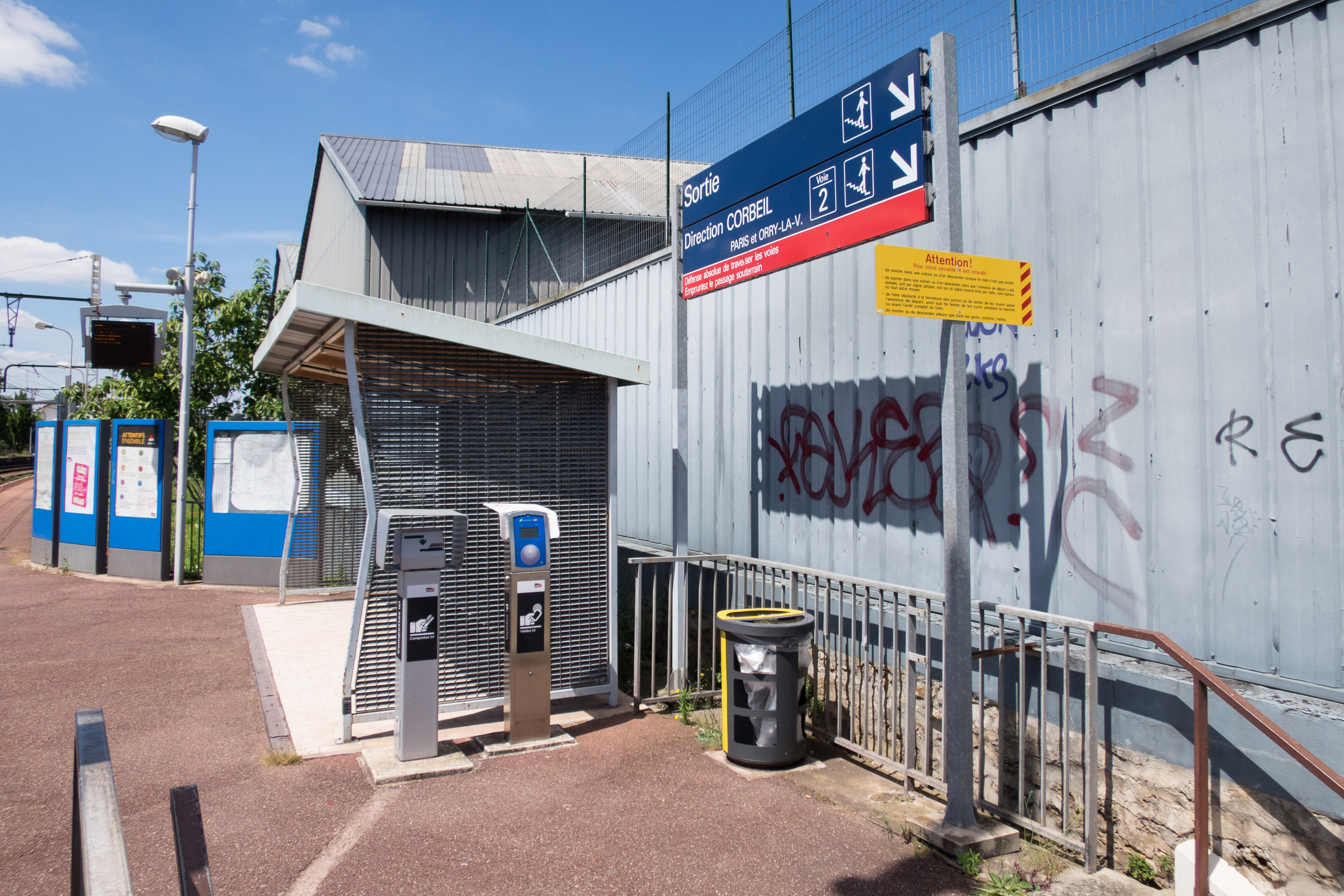
Automates de délivrance et de validation de titres de transport.
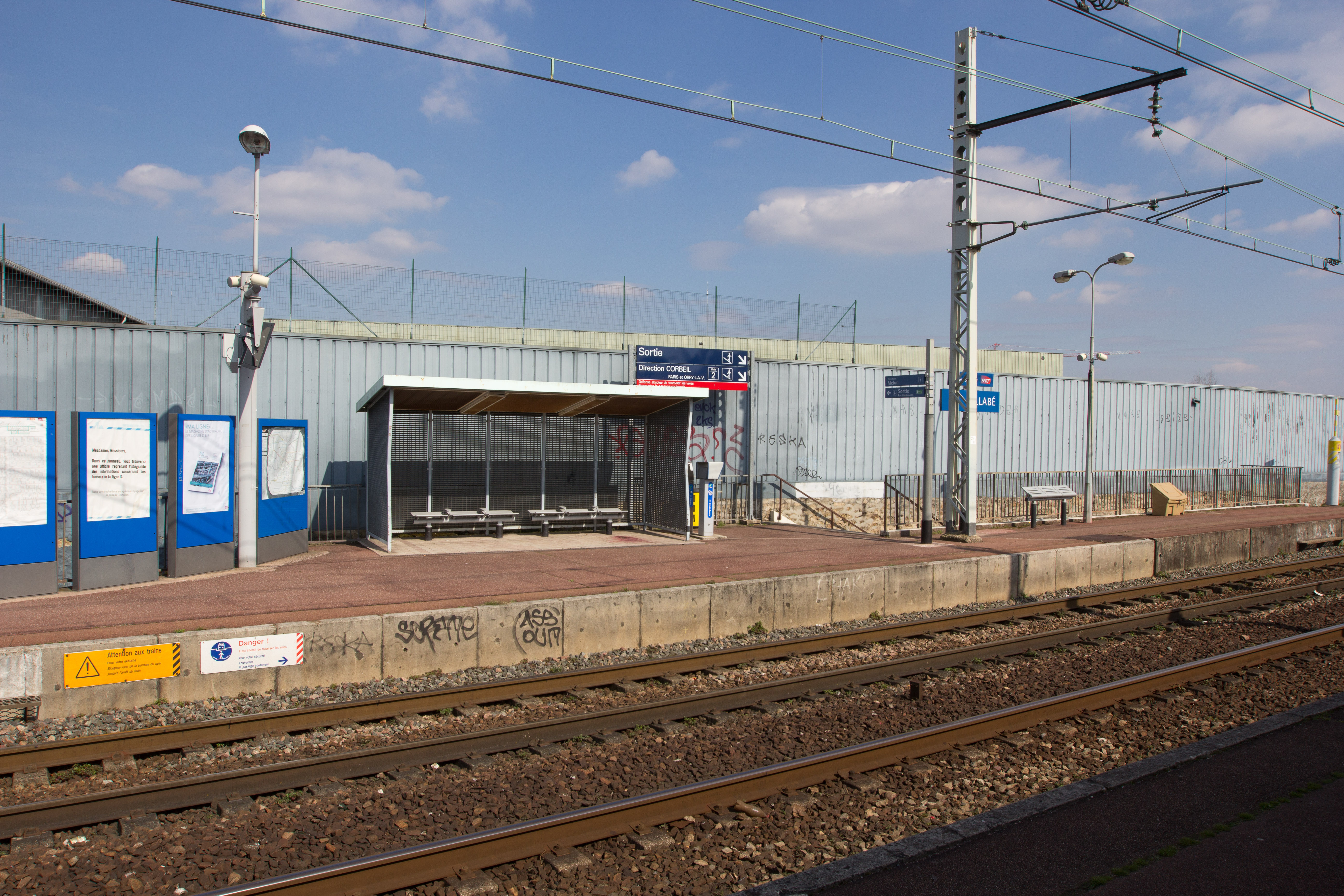
L'abri voyageurs du quai de la voie 1 en direction de Melun.
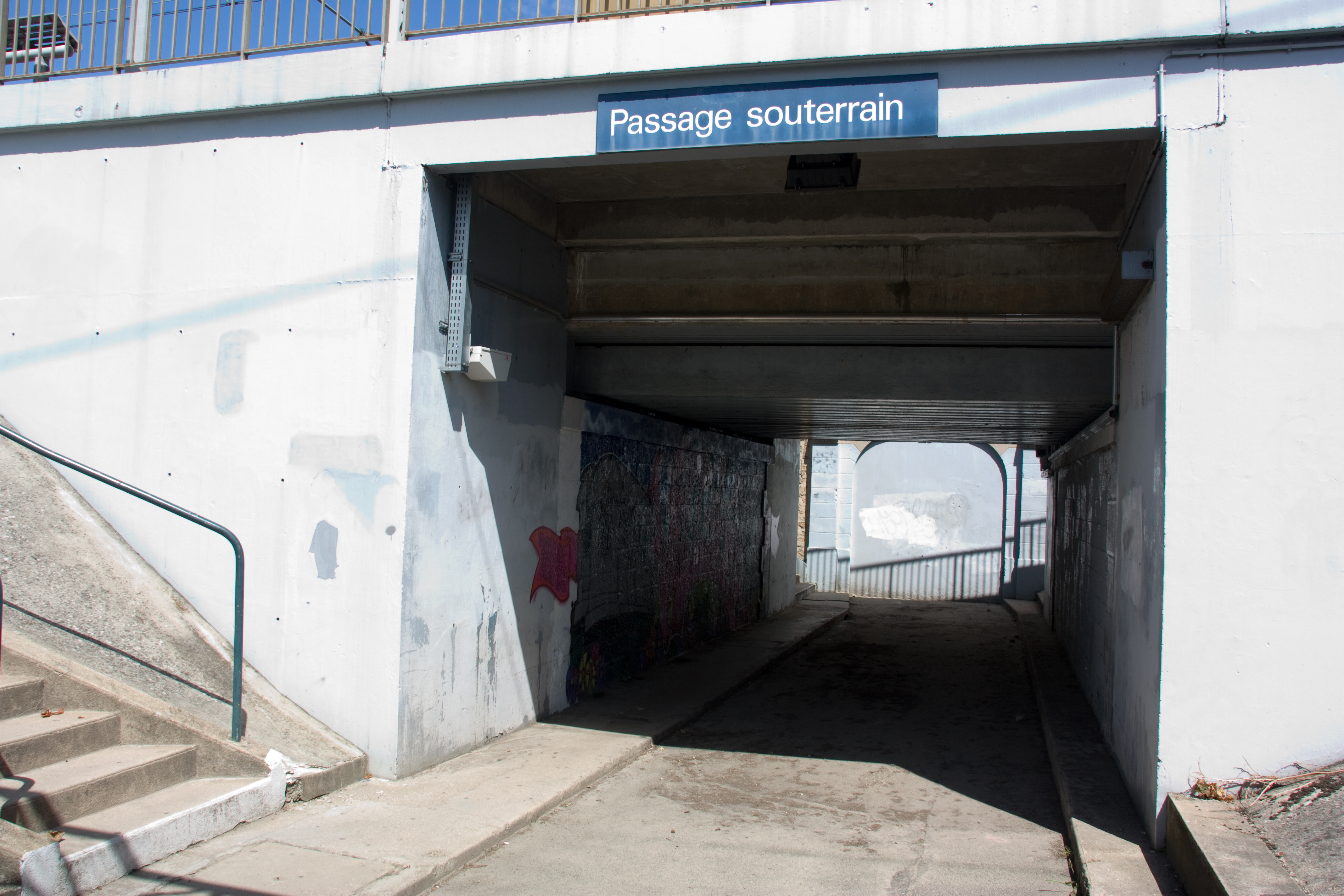
Le passage souterrain.
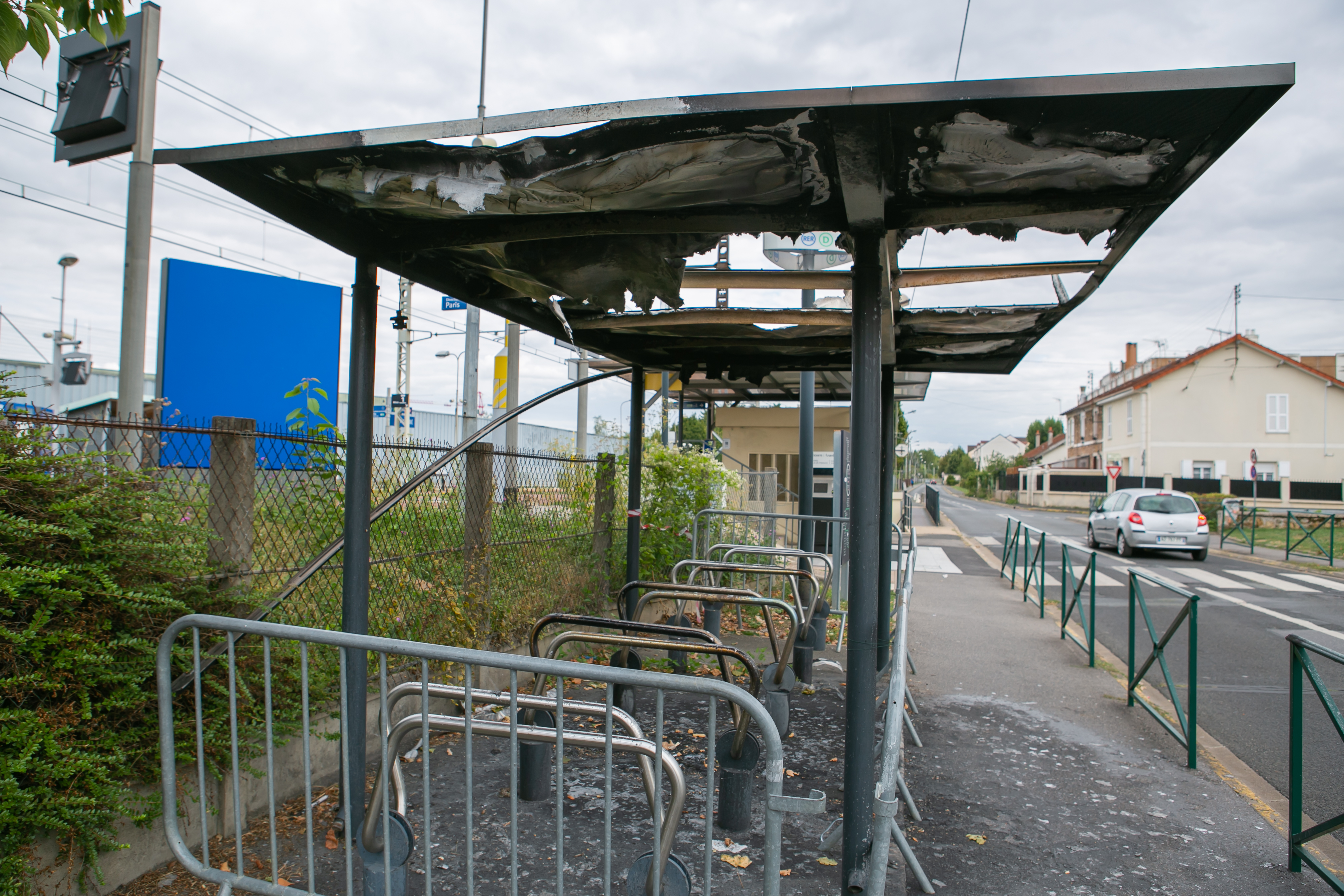
Le parc à vélos de la gare de Villabé.

### Desserte
La gare est actuellement desservie par les trains du RER D. Aux heures de pointe, des navettes assurent des liaisons Corbeil - Melun et, aux heures creuses, les navette effectuent des liaisons Juvisy - Corbeil - Melun.
Depuis 2005, la gare n'est plus desservie par les trains au départ de Corbeil-Essonnes et de Melun en soirée et la nuit. Des cars Transilien assurent à la place la desserte des gares entre Corbeil-Essonnes et Melun.
En 2011, les navettes entre Juvisy et Melun sont principalement assurées par des rames Z 5300, alors qu'aux heures creuses et le weekend, les trains en direction de Paris, et au-delà, sont assurés par des rames Z 20500.
Depuis, décembre 2018, toutes les rames Z 5300 sont remplacées par des rames Z 20500 ou Z 5600.
Le 2 septembre 2019, les premières rames Z 57000, circulent sur la liaison Juvisy - Corbeil - Melun. D'ici la fin de l'année 2019, seules ces rames desserviront la gare de Villabé.

Sélection de vues de trains en gare de Villabé.
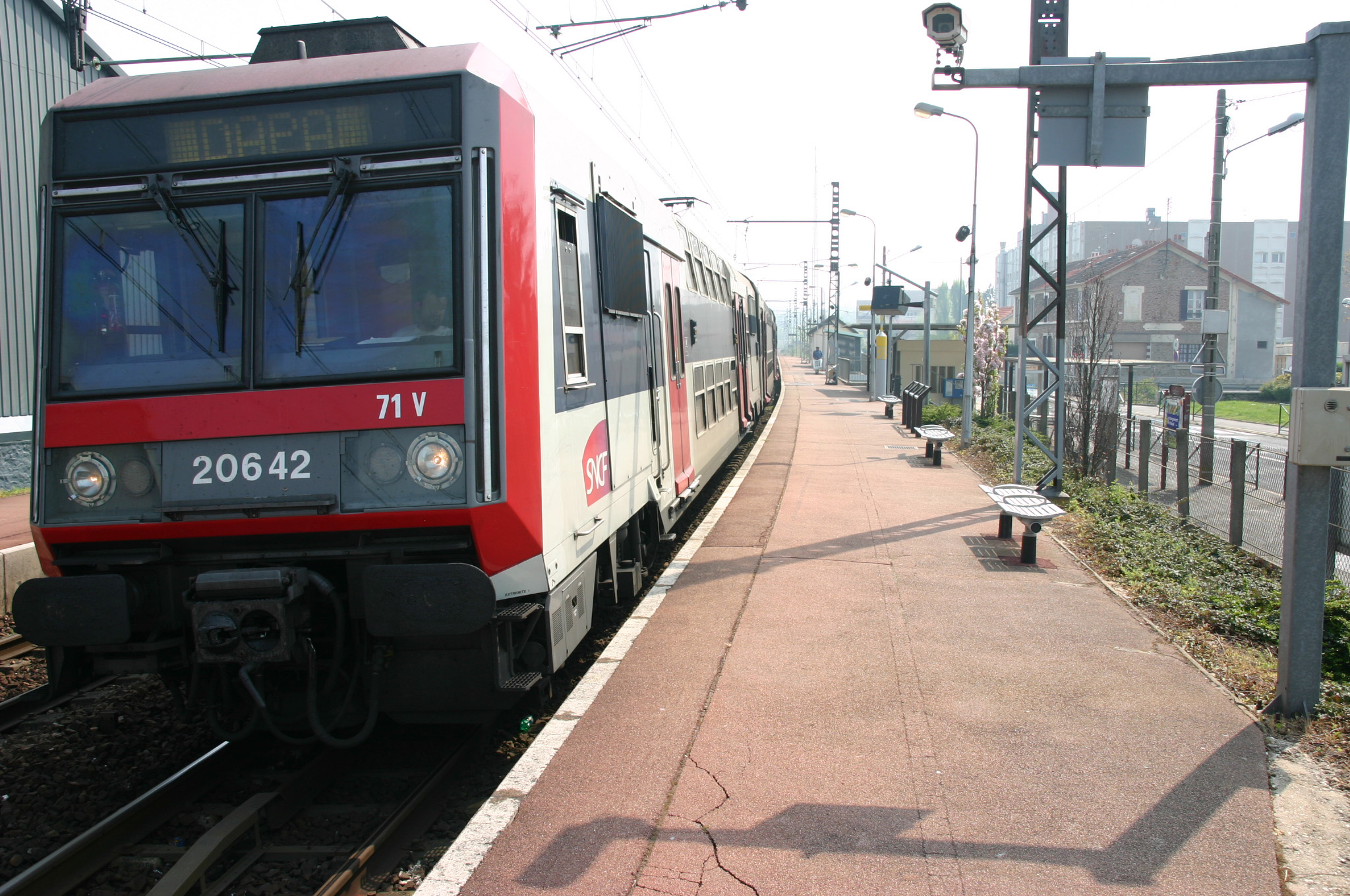
Une rame Z 20500, en 2007, au départ de Villabé en direction de Paris.
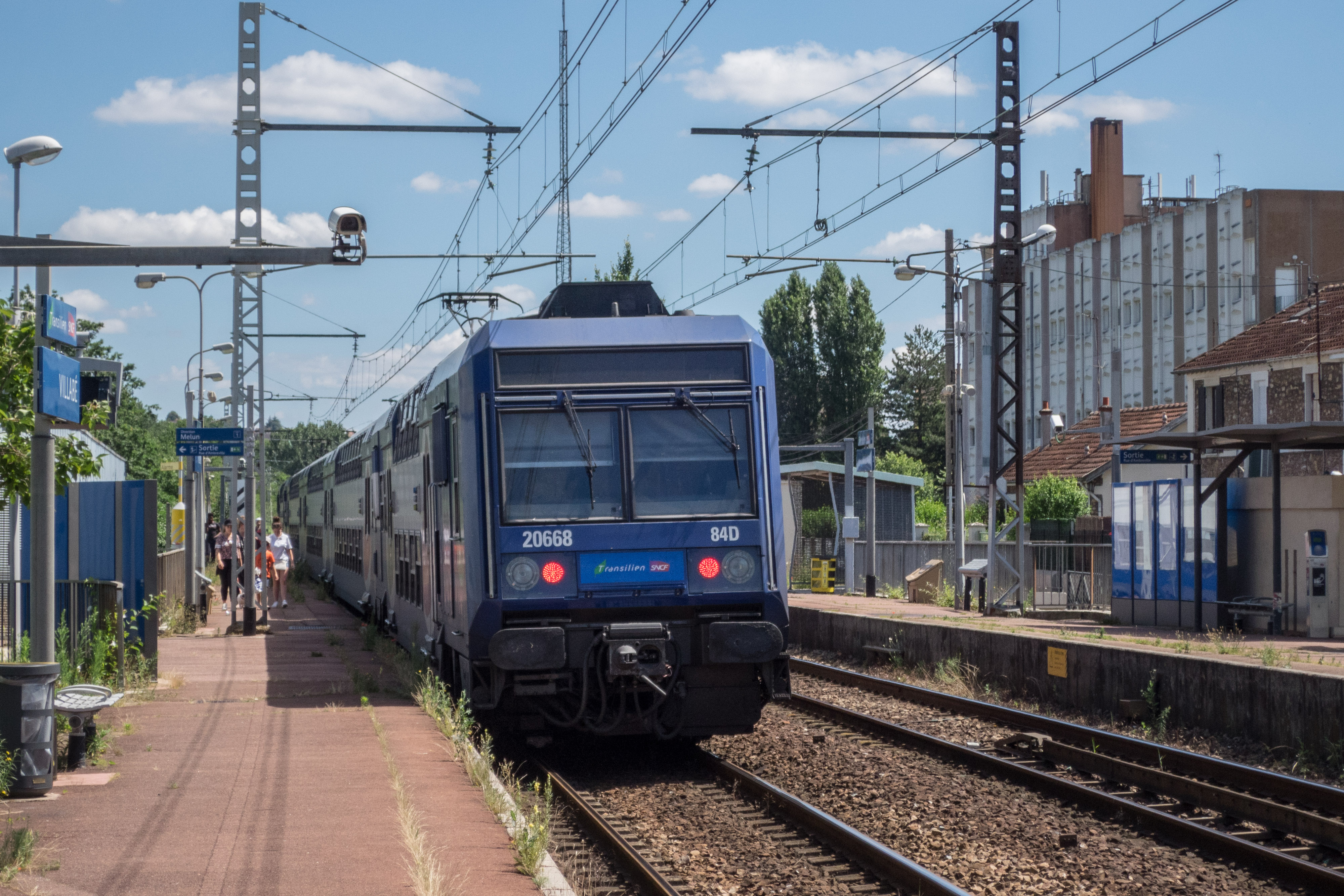
Une rame Z 20500, en 2016, au départ de Villabé en direction de Melun.
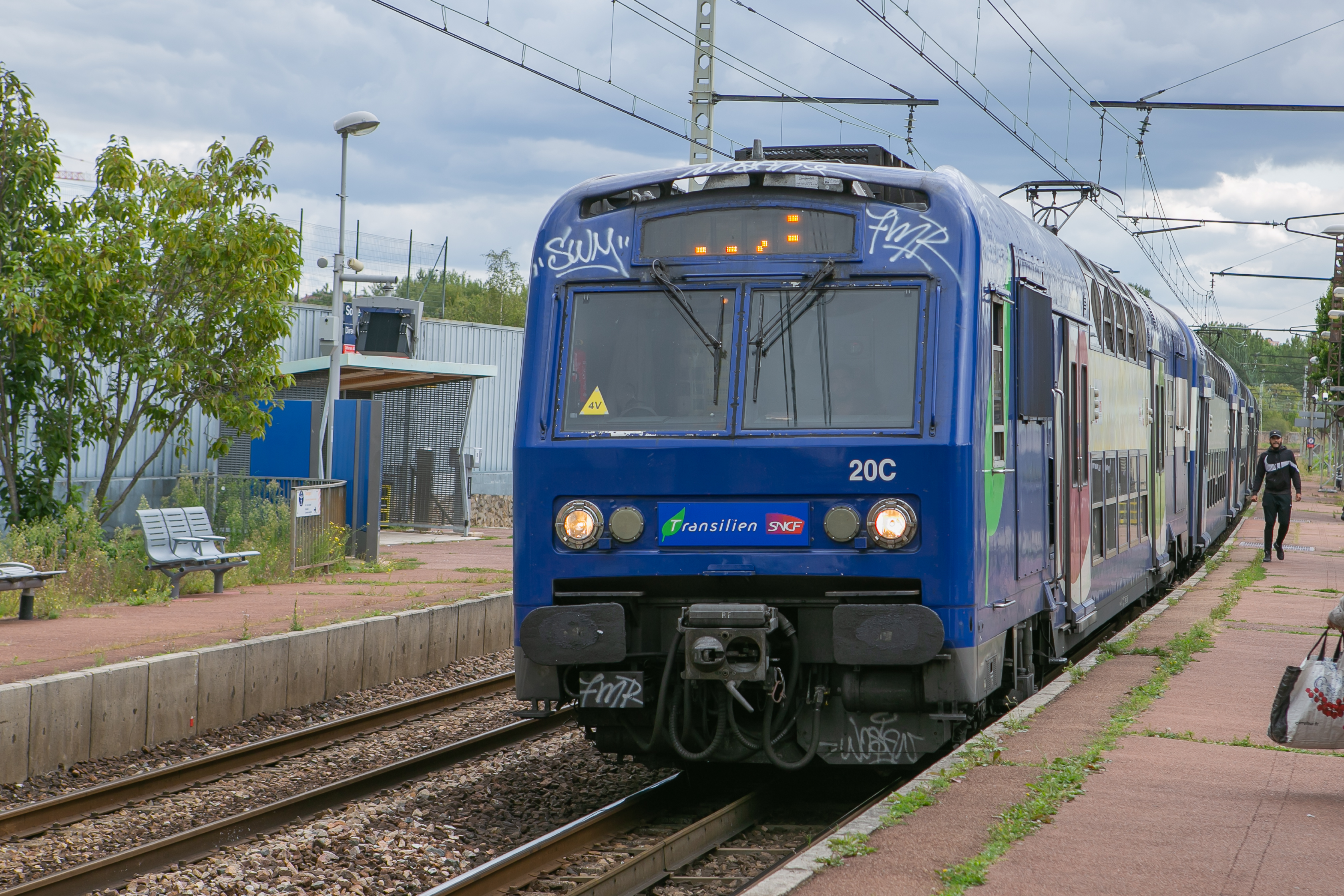
Une rame Z 5600, en 2019, en gare de Villabé, en direction de Juvisy.
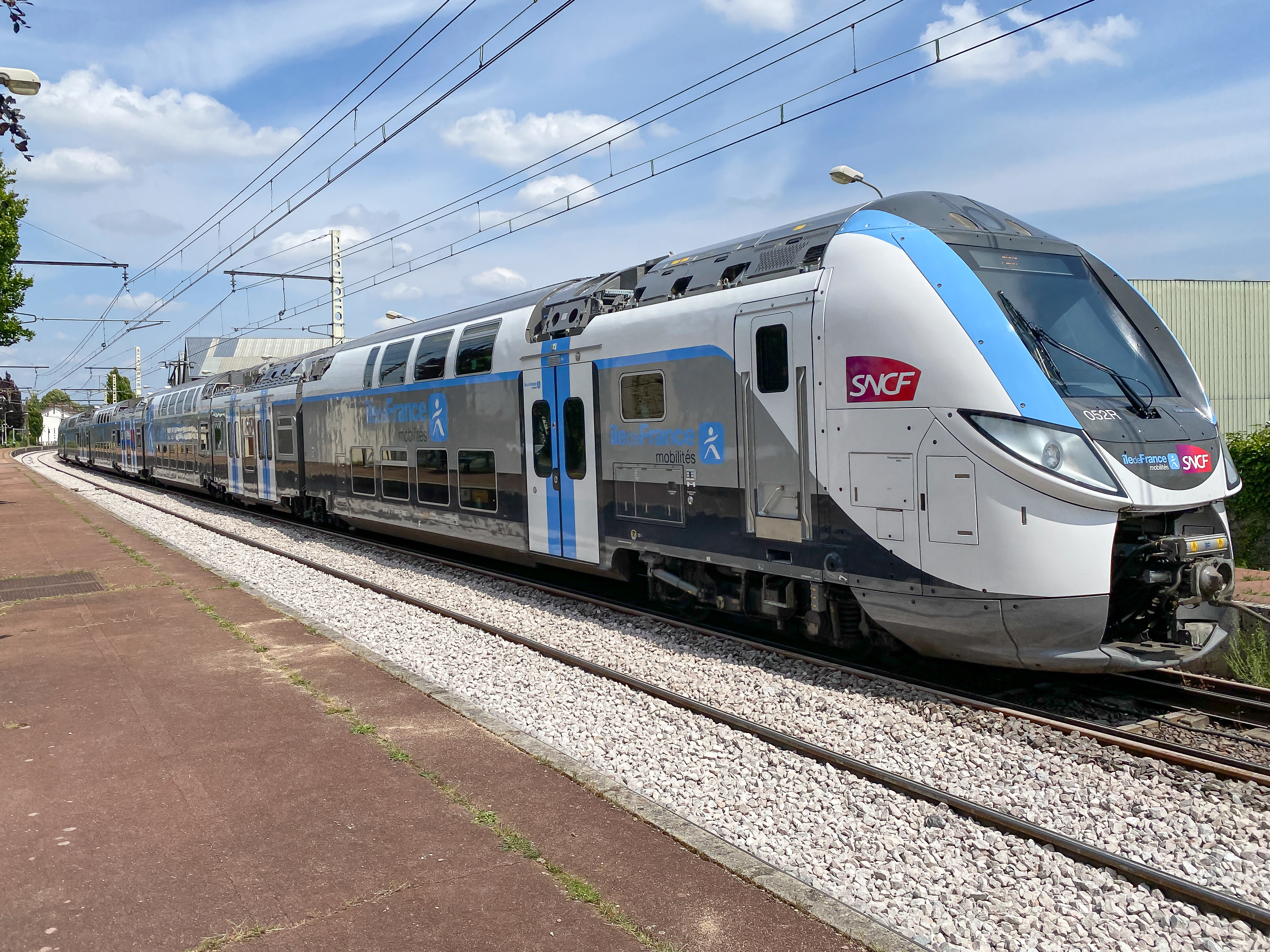
Une rame Z 57000, en juin 2020, au départ de Villabé en direction de Melun.

### Correspondances
La gare est desservie par les lignes 4245, 4251 et 4279 du réseau de bus Évry Centre Essonne et par la ligne 4334 du réseau de bus Essonne Sud Est.

## Galerie de photographies

Sélection de vues de la gare de Villabé.
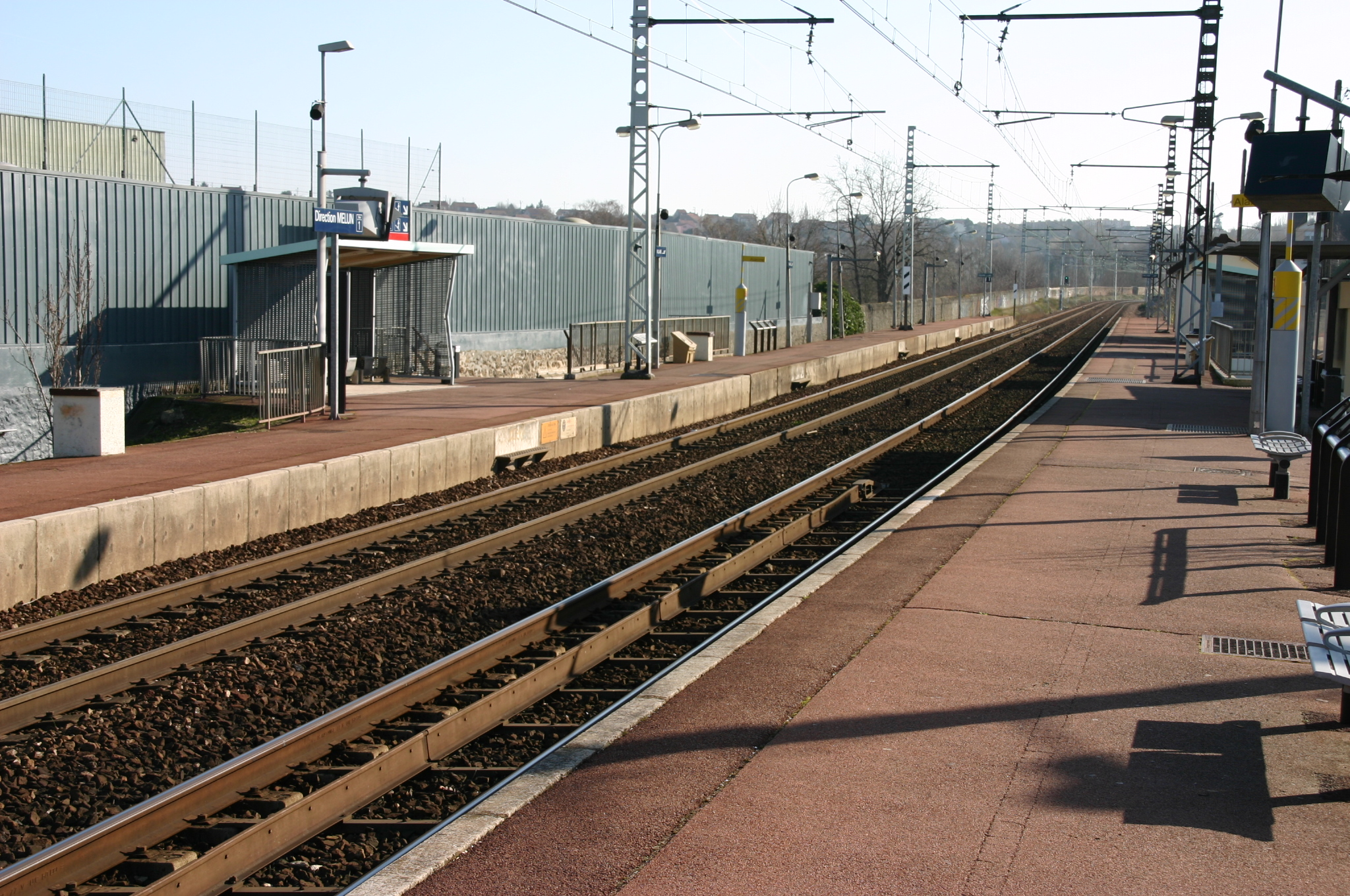
Quais de la gare de Villabé.
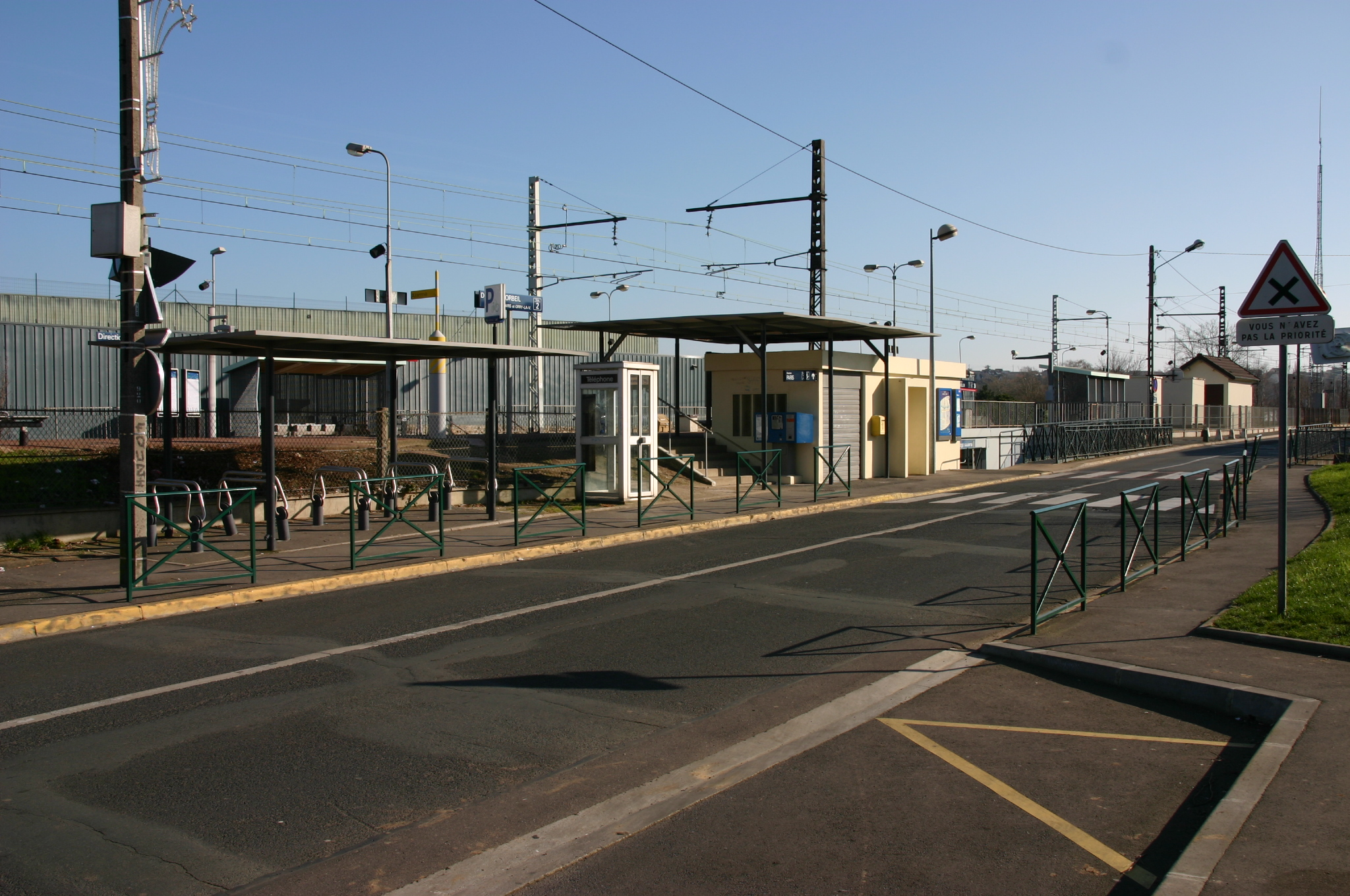
Infrastructures extérieures de la gare de Villabé.
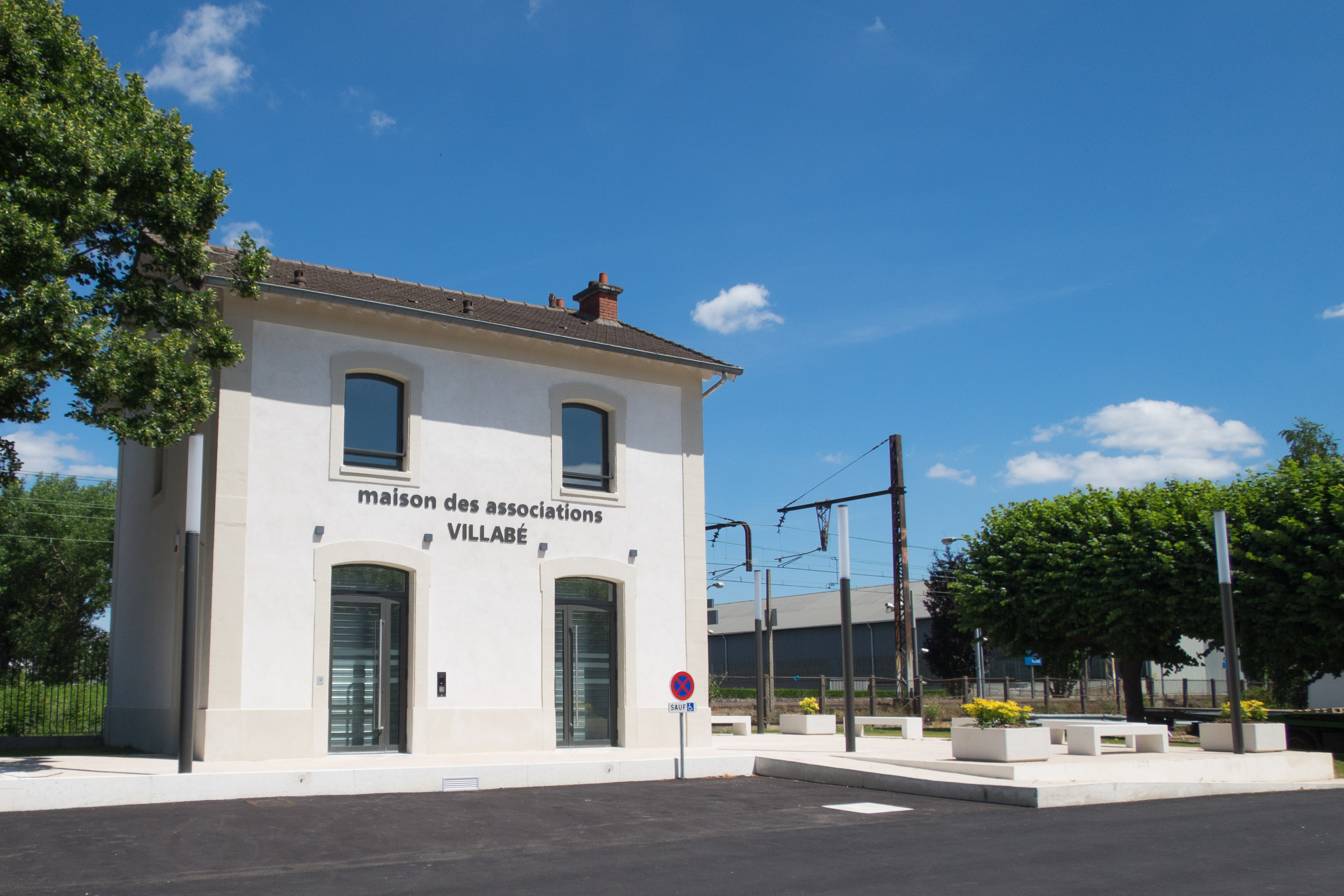
L'ancien bâtiment voyageurs de la gare de transformée en maison des associations.
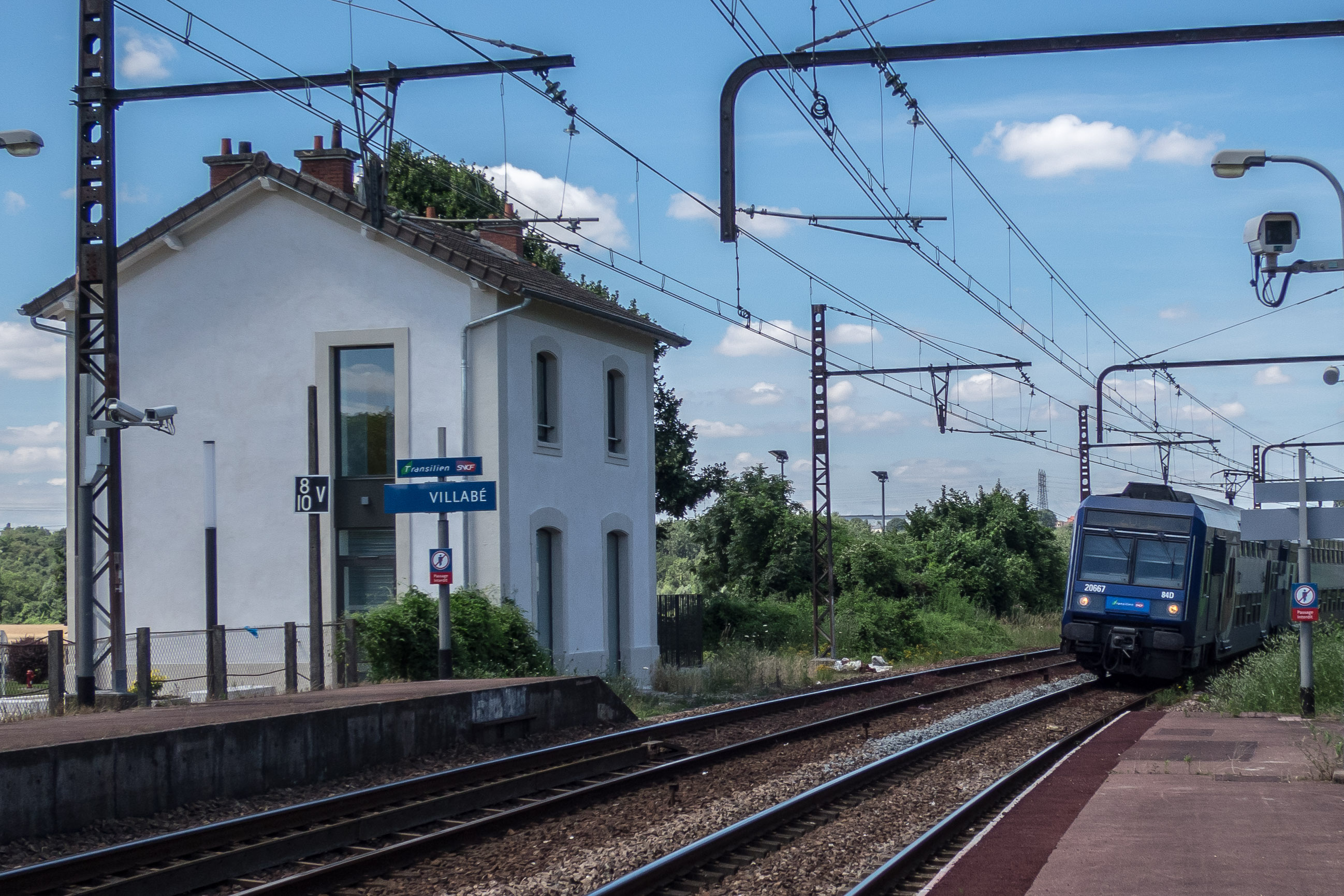
L'ancien bâtiment voyageurs rénové en 2016, vue depuis les quais de la gare.